# 张心一
张心一（1897年—1992年3月23日），原名张继忠，男，甘肃永靖人，中国农业经济学家，曾任中国农学会副理事长。